# Gajki (Dębnica)
Gajki – część wsi Dębnica położona w województwie wielkopolskim w powiecie gnieźnieńskim w gminie Kłecko.
W latach 1975–1998 Gajki administracyjnie należały do województwa poznańskiego.